# Spondylurus nitidus
Spondylurus nitidus — вид сцинкоподібних ящірок родини сцинкових (Scincidae). Ендемік Пуерто-Рико.

## Поширення і екологія
Spondylurus nitidus мешкають в кількох місцевостях на узбережжі острова Пуерто-Рико, а також на сусідніх островах Кайо-Луїс-Пенья, Кайо-Норте, Кулебра, Кайо-Ікакос і Десечео. Вони живуть в сухих чагарникових і кактусових заростях та в тріщинах серед скель.

## Збереження
МСОП класифікує цей вид як такий, що перебуває під загрозою зникнення. Spondylurus nitidus загрожує хижацтво з боку інтродукованих мангустів.